# كانون 1 دي اكس
كانون 1 دي اكس (بالإنجليزية: Canon EOS-1D X)‏ هي كاميرا احترافية 18.1 ميجا بيكسل من إنتاج شركة كانون وقد طرحت في السوق في اوكتوبر 2011

## المواصفات
- حساس من نوع CMOS ذو الإطار الكامل وبدقة 18.1MP
- معالج Dual DIGIC 5+
- أيزو 100-51200
- 61 نقطة تركيز
- عمر افتراضي للغالق مقدر بـ 400,000 لقطة
- 12 لقطة في الثانية الواحدة
- 14 لقطة في الثانية الواحدة في حال التقاط صور Jpg
- إمكانية التوصيل بواسطة موصل Ethernet